# Vas-y Julie !
Vas-y Julie ! (は～いステップジュン, Hai ! Step Jun) est un anime japonais de 45 épisodes de 26 minutes créé par Yasuichi Ôshima. Produite par le studio Toei Animation, il a été diffusé du 10 mars 1985 au 12 janvier 1986. En France, le dessin animé a été diffusé à partir du 6 septembre 1988 sur La Cinq. Il paraît en édition DVD le 2 mars 2015 chez Black Box. La version espagnole est nommée Los inventos de Eva et la version italienne Juny peperina inventatutto.
Deux adaptations en manga ont vu le jour parallèlement à la diffusion de la série télévisée.

## Synopsis
Julie (Jun en VO) est une petite fille de 14 ans dans la VO (10 ans dans la version française) très intelligente qui passe son temps à bricoler toutes sortes d'inventions. Elle va même jusqu'à créer deux petits robots, Floppy (Kichinosuke en VO) et Flappy (Yukinojo en VO), qui deviennent ses meilleurs amis. En raison de son intelligence, Julie fait partie d'un collège malgré son jeune âge. Elle y rencontre et tombe amoureuse d'un garçon de sa classe appelé Michel (Zero en VO). Celui-ci n'est intéressé que par les motos et passe le plus clair de son temps à faire l'école buissonnière. N'étant pas un élève modèle, il se retrouve donc être le plus âgé de tous; et par conséquent en subit les railleries de ses camarades. D'un autre côté, Julie est trop jeune pour être au collège, elle subit également les mêmes moqueries. Mais grâce à leur passion commune pour la mécanique, elle sympathise avec Michel. C'est le début d'une série d'aventures où notre héroïne tentera par tous les moyens de séduire Michel. Son penchant serait le manga Baby Love (Ayumi Shiina). Voir également Tokimeki Tonight (ou la difficulté de ne pas être comme tout le monde).

## Épisodes
1. La petite Julie
2. La rivale
3. Le nouveau cœur de Floppy
4. L'art de plaire
5. Adieu Michel
6. Enlèvement demandé
7. Vas-y Floppy
8. Une sœur pour Floppy
9. Le secret de Michel
10. La vie est un rêve
11. La sortie scolaire
12. Livraison perdue
13. Un coin de parapluie
14. La lettre d'amour
15. La fête à papa
16. Une chambre à nous
17. Deux heures d'avance
18. Le jour des étoiles
19. Grand gala
20. École d'été
21. Floppy sauve sa tête
22. Un jour à la campagne
23. Le mystère des statues
24. Une preuve d'amour
25. La petite princesse
26. Un automne sans toi
27. Floppy champion
28. Le jour des anciens
29. Floppy étudie
30. Julie s'envole
31. Julie fait du sport
32. Le professeur est amoureux
33. Les papas se fâchent
34. Passion télévision
35. Théâtre à l'école
36. Annie veut réussir
37. Une journée difficile
38. D'abord l'amour !
39. Un copain de l'espace
40. De l'orage dans l'air
41. Un vilain petit ange
42. La bonne nouvelle
43. Le retour de Michel
44. L'amour n'a pas d'âge
45. Au revoir Floppy

## Musique
- Générique de début et fin Français : Vas-y Julie
  - Paroles de Carmelo Carucci
  - Interprétée par Claude Lombard

Le générique français chanté par Claude Lombard provient d'Italie. Dans ce pays, il s'agit en fait du premier générique du dessin-animé "Denis la malice". La musique a un côté très pop avec une guitare, une guitare basse, de la batterie, des synthétiseurs et du saxophone.

## Doublage

### Voix japonaises
- Yuriko Yamamoto : Jun Nonomiya
- Banjou Ginga : Oohata-sensei
- Keiichi Nanba : Zero
- Kumiko Nishihara : Yukinojou
- Kyouko Tonguu : Toko
- Naoko Watanabe : Mako
- Tohru Furuya : Reinojin Tachibana

### Voix françaises
- Studio de doublage : Chrismax Film
- Direction de plateau : Christian Broussel
- Annabelle Roux : Julie Lafforgue
- Patrick Borg : Michel Lefranc
- Marine Boiron : Floppy
- Marie-Christine Robert : Cathy Croisic
- Serge Blumenthal : Père : Gilbert, Arnaud
- Monique Thierry : Mère : Mathilde, grand-mère de Michel
- Brigitte Lecordier : Flappy
- Jean-Pierre Denys : Professeur Laglue, M. Duchaland
- Laurence Crouzet : Annie Duchaland
- Maïté Monceau : Cléa
- Gilles Laurent : Grand-père de Julie

## Rediffusions françaises
- En 1994 sur TF1 dans Club Dorothée.
- En 1997 sur AB Cartoons.
- En 1999 sur Mangas.
- En mars 2005 sur France 5 dans l'émission Midi les Zouzous.

## Manga
Deux mangas ont vu le jour en 1985 : 
- Le premier, écrit par Yasuichi Oshima, a été publié en 1985 dans Magazine Special de Kōdansha avant d'être compilé en deux volumes reliés[3].
- Le second, écrit par Yutaka Abe, a été publié dans le magazine Nakayoshi et n'a pas été compilé en volume relié. Ce second manga sera publié en version française à partir d'octobre 2014 dans une édition reliée inédite limitée à 500 exemplaires[2].